# Comuna Melehî, Ciornuhî
Melehî (în ucraineană Мелехи) este o comună în raionul Ciornuhî, regiunea Poltava, Ucraina, formată din satele Horodîșce, Melehî (reședința) și Zahrebellea.

## Demografie
Componența lingvistică a comunei Melehî
     Ucraineană (98,69%)
     Rusă (1,23%)
     Alte limbi (0,08%)
Conform recensământului din 2001, majoritatea populației comunei Melehî era vorbitoare de ucraineană (98,69%), existând în minoritate și vorbitori de rusă (1,23%).